# Steven Poole
Steven Poole, né en 1972, est un écrivain et journaliste britannique. 
Il est notamment l'auteur de Trigger Happy (2000), un livre sur le jeu vidéo du point de vue de l’esthétique, qui est considéré comme l’un des meilleurs ouvrages ayant été écrits sur le sujet. Poole a  ensuite été éditorialiste pour le prestigieux mensuel Edge pendant cinq ans. Il arrête en mars 2005 pour se consacrer à l’écriture de Unspeak. Le livre est consacré à l’usage des mots comme arme en politique. Poole reprend sa rubrique dans Edge en août 2008,. Poole a également écrit pour les journaux The Guardian et New Statesman,.

## Livres
- (en) Trigger Happy : Videogames and the entertainment revolution, New York, Arcade Publishing, 2000 (réimpr. 2001, 2004, 2007), 242 p. (ISBN 978-1-55970-539-4, présentation en ligne)
- (en) Unspeak : how words become weapons, how weapons become a message, and how that message becomes reality, New York, Grove Press, 2006, 282 p. (ISBN 978-0-8021-1825-7, présentation en ligne)